# Thyrinteina arnobiaria
Thyrinteina arnobiaria là một loài bướm đêm trong họ Geometridae.